# Varkaus bruk

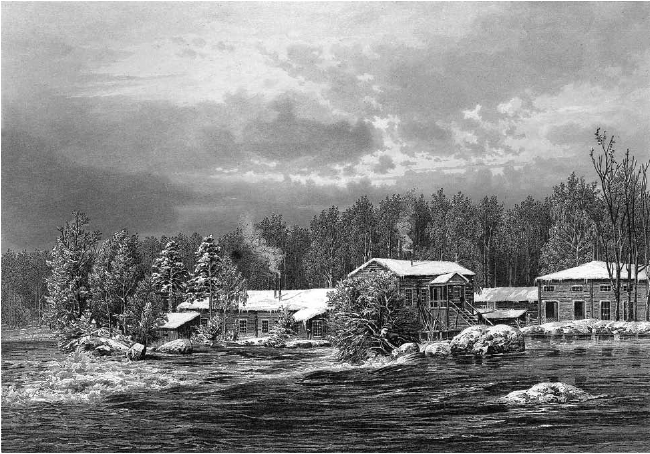
Warkaus bruk av Hjalmar Munsterhjelm, omkring 1870

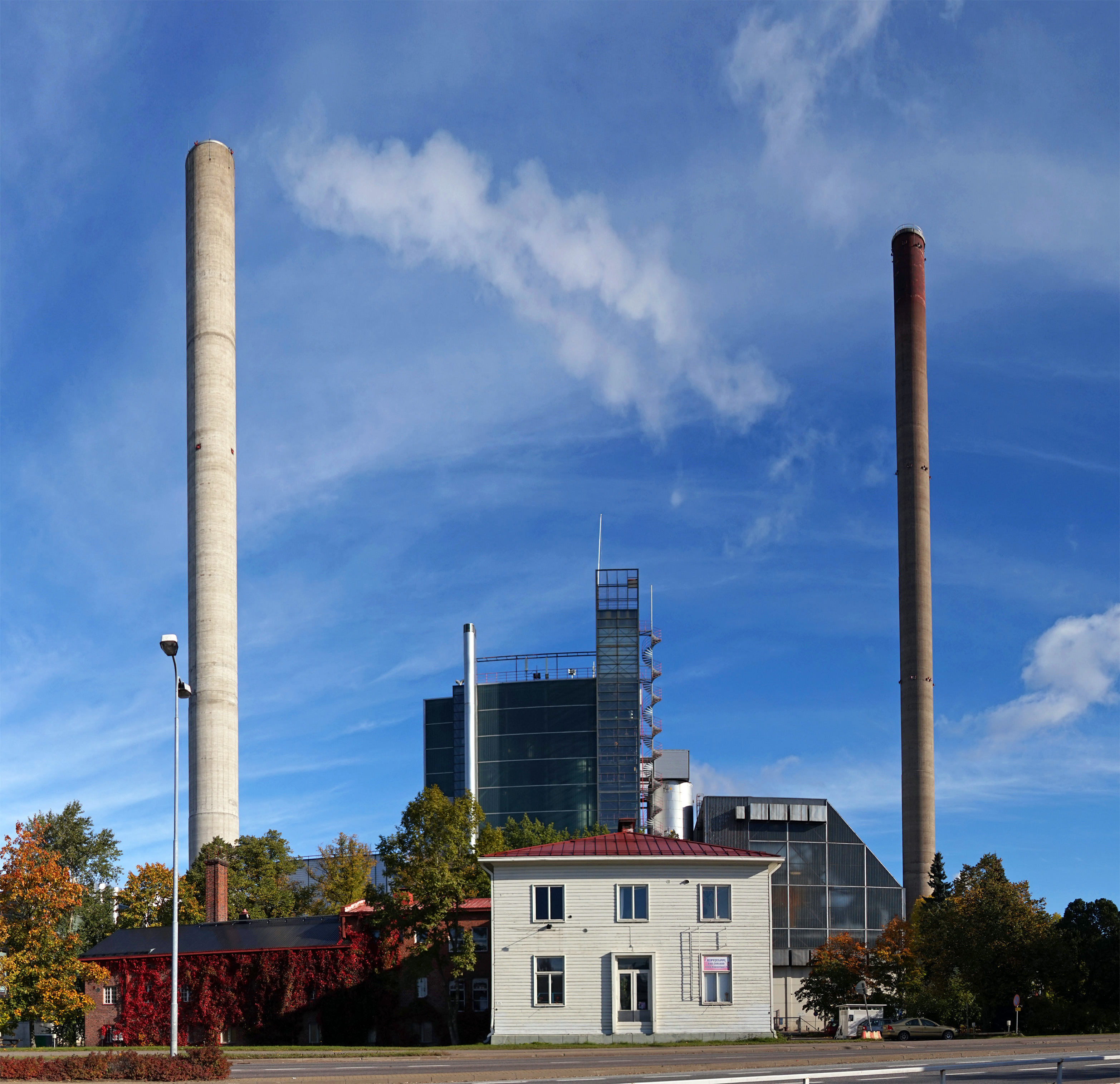
Varkaus bruk, 2010-talet

Varkaus bruk (tidigare stavat Warkaus bruk)  ligger i Varkaus, mellan sjön Unnukka och Äimisvesi, en fjärd av Enovesi. 
Laivasilta garnison (Skeppsbro garnison) etablerades som en svensk militärbas efter freden i Åbo 1743 på ön Päiviönsaari vid korsningspunkten av olika vattenleder. Basen var en del av försvaret för Sveriges östra riksgräns och ledde till bosättningar av soldater och till att ett civilt samhälle uppstod med handelsmän och hantverkare.
Dess militära betydelse upphörde 1809 i och med Finlands anslutning till det ryska imperiet som ett storfurstendöme efter 1808–09 års krig och garnisonen lades ned. Senaten gav Gustaf Wrede af Elima (1775-1830) tillstånd att grunda ett bruk i Warkaus för att använda vattenkraften i forsarna för järnframställning och sågverk.  År 1819 övertog han Päiviönsaari av staten. 
På 1830-talet fanns på ön en masugn och på strandbrinken mot Huruskoskiforsen kvarn, smedja, stångjärnshammare, klädesfabrik, tackjärnshytta och vattensåg. Bruket utvecklades ekonomiskt  svagt under Wredes livstid, bland annat på grund av svårigheter att förädla den lågkvalitativa järnmalmen, som inte heller visade sig vara riklig. Bruket övertogs 1835 av Paul Wahl och Erik Johan Längman från Wredes arvingar. Längman bosatte sig på bruket och blev brukspatron, medan Wahl bodde kvar i Viborg, där han hade sitt handelshus, och finansierade förändringarna av det då nedgångna bruket. Längman utvecklade bruket framför allt genom utbyggnad av sågverket och genom att 1845 bygga en mekanisk verkstad och ett gjuteri och påbörja tillverkning av järnmanufaktur. Bruket sysselsatte vid denna tid direkt omkring 50 personer. Sågverket var under Längmans och Wahls gemensamma ägo den del av bruket som gav bäst överskott. Kompanjonskapet upplöstes 1846/47 och ägandet övertogs av Paul Wahl, som drev det under sitt handelshus namn Paul Wahl & Co. Varkaus bruks maskinverkstad utvecklades till att bli Paul Wahl & Co:s viktigaste företag. Slutförandet av Saima kanal åstadkom en större efterfrågan av fartyg, och bruket utökades med ett fartygsvarv, som 1862–1912 tillverkade ungefär 500 fartyg. Salahmi järnbruk inköptes 1874.
År 1909 övertogs bruket av A. Ahlström AB under Walter Ahlströms ledning. Denne utvecklade bruket till en modern träförädlingsanläggning och Varkaus till en modern stad.
År 1987 såldes Varkaus bruk, som nu var en renodlad integrerad skogsindustri med finpapperstillverkning som kärna, till Enso-Gutzeit. Detta företag  bildade därefter 1998 Stora Enso genom en sammanslagning med Stora. Under 2010-talet lades tryckpappersproduktionen ned, men Stora Enso genomförde samtidigt  en omfattande investering för att konvertera en av pappersmaskinerna till att tillverka kraftliner, ytskikten i wellpapp. Årsproduktionen av kraftliner planeras bli 390.000 ton från 2017. Inklusive med tillverkning av laminerat fanérvirke - ett byggnadselement av trä - i en  nybyggd produktionslinje, sysselsätter bruket omkring 400 direkt anställda (2016).

## Byggda fartyg i urval
- 1871 Bogserbåten Ahkera
- 1880 M/S Väinö (troligen)
- 1900 S/S Unnukka, ångslup
- 1903 S/S Laitiala
- 1904 S/S Savonlinna, eller Saimaa Express
- 1904 S/S Leppävirta
- 1904 S/S Savonlinna
- 1906 M/S Legend
- 1906 S/S Orivesi I, numera M/S Legend
- 1907 Bogserbåten Tornator III, numera M/S Kung Sverker
- 1907 S/S Suur-Saimaa
- 1907 S/S Suvi-Saimaa
- 1908 S/S Heinävesi
- 1908 S/S Armas
- 1913 S/S Lokki, passagerarfartyg (A.Ahlströms mekaniska verkstad)
- 1919 S/S Paul Wahl (A.Ahlströms mekaniska verkstad)